# Thiol
 (janvier 2013).
Si vous disposez d'ouvrages ou d'articles de référence ou si vous connaissez des sites web de qualité traitant du thème abordé ici, merci de compléter l'article en donnant les références utiles à sa vérifiabilité et en les liant à la section « Notes et références ».

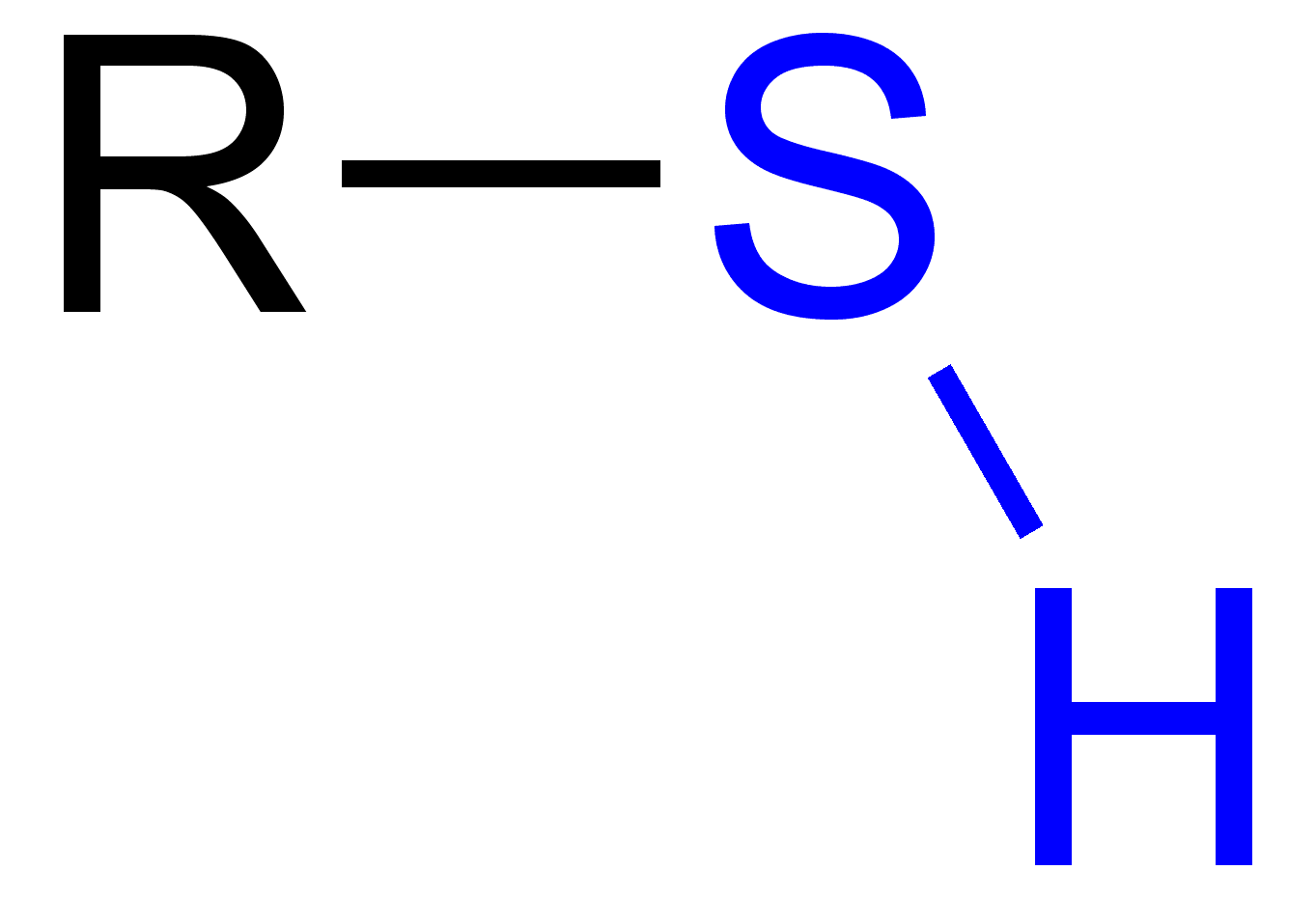
Formule générique des thiols avec le groupe sulfhydryle en bleu.

Un thiol (prononcé en français : /tjɔl/ ) est un composé organosulfuré de formule générique R–SH, où R est un radical organique (alkyle ou aryle, par exemple) et –SH le groupe sulfhydryle, analogue au groupe hydroxyle –OH des alcools en remplaçant l'atome d'oxygène par un atome de soufre. Les thiols ont été découverts par William Christopher Zeise, qui les avait nommés mercaptans /mɛʁ.kap.tɑ̃/, du latin mercurius captans, « qui capte le mercure », en raison de la tendance des thiolates à former des liaisons très fortes avec le mercure.
Ce sont en général des composés à l'odeur forte, évoquant l'ail ou l'œuf pourri. Les thiols sont de ce fait souvent utilisés comme composés odorisants, en étant par exemple ajoutés en faible quantité dans le gaz domestique, qui est inodore, afin de permettre d'identifier plus facilement les fuites grâce à l'odeur de ces thiols. Les moufettes projettent un liquide riche en thiols volatils pour dissuader leurs prédateurs de les attaquer. Les « boules puantes » sont un usage récréatif (farces et attrapes) des thiols.
Dans le monde animal, les thiols sont présents dans certaines protéines impliquées dans la captation de métaux lourds ou d'autres métaux toxiques ; ces protéines intervenant dans la détoxication des organes et/ou d'organismes sont dites thioprotéines. Elles sont cependant inefficaces contre le thallium, considéré comme le plus toxique de tous les métaux.

## Réactivité chimique
Les thiols sont similaires aux alcools, avec l'oxygène du groupe hydroxyle -OH remplacé par un atome de soufre, c'est pourquoi on les appelle aussi thioalcool. L'oxygène et le soufre ont des propriétés chimiques similaires, car ils appartiennent au même groupe (même colonne) du tableau périodique. Les thiols forment des thioéthers, thioacetals et thioesters, dans lequel un ou plusieurs atomes d'oxygène sont remplacés par un atome de soufre.
De nombreux thiols sont des liquides incolores ayant une odeur voisine de celle de l'ail. L'odeur est plutôt forte et repoussante : les thiols se lient fortement aux protéines de la peau. Cette propriété est en partie responsable de l'odeur persistante produite par une moufette lorsqu'elle projette son liquide nauséabond. On ajoute de l'éthylmercaptan (éthanethiol) ou du tétrahydrothiophène au gaz naturel (qui est normalement sans odeur) de façon à détecter les fuites.
Les thiols ont des propriétés réductrices. Ils sont détruits par les oxydants tels que le peroxyde d'hydrogène, les hypochlorites, le chlore et des métaux à de haut degré d'oxydation. Les produits de l'oxydation de thiol vont du soufre au dioxyde et trioxyde de soufre.
Les thiols réagissent notamment avec les ions mercure selon :
{\displaystyle \mathrm {Hg} ^{2+}+2\mathrm {R-SH} \ \rightarrow \ \mathrm {Hg(S-R)} _{2}+2\mathrm {H} ^{+}}
Cette propriété leur a valu le nom de « mercaptan », c'est-à-dire : « qui capte le mercure ».

## Nomenclature
Quand un groupe thiol est substitué à un atome d'hydrogène dans un alcane, il y a deux manières de nommer le thiol résultant :
- le suffixe -thiol peut être ajouté au nom de l'alcane. Par exemple, CH3SH sera le méthanethiol. Le 2-furylméthanethiol, C5H6OS est une molécule responsable de l’arôme du café ;
- le mot mercaptan peut aussi remplacer le mot alcool dans le nom du composé. Par exemple, sachant que CH3OH est le méthanol, CH3SH sera le méthylmercaptan.

Quand le groupe SH n'est pas le groupe principal, le préfixe utilisé est sulfanyl-. Anciennement, le préfixe utilisé était mercapto-, et cet usage est encore largement répandu.

## Rôle biologique
Les thiols jouent un rôle majeur dans le maintien de l'état redox des cellules (homéostasie) et dans l'activité d'une partie importante des enzymes catalysant des réactions d'oxydoréduction.
L'homéostasie redox est en particulier assurée par le glutathion, un tripeptide contenant un thiol, et qui constamment maintenu à l'état réduit par la glutathion réductase, une enzyme alimentée en NADPH par la voie des pentoses phosphates. Le glutathion réduit permet la détoxification cellulaire des métaux lourds comme le mercure (suivant la réaction présentée en section précédente), la réduction des peroxydes (glutathion peroxydase), la réduction des ponts disulfures entre les protéines cellulaires et la détoxification de composés organiques aromatiques (glutathion S-transférase).
La cystéine (acide aminé portant une fonction thiol) est présente dans le site actif d'un certain nombre d'enzymes et joue souvent un rôle actif dans des réactions de transfert d'électron. C'est le cas par exemple pour les thiorédoxines. Les groupes thiol des cystéines sont également impliqués fréquemment dans la fixation de cofacteurs métalliques dans des enzymes (Zn, Ni) ainsi que dans la fixation de clusters fer-soufre, fréquemment impliqués dans les réactions de transfert d'électron.
Les thiols sont des molécules faisant partie des arômes du vin (par exemple: thiols variétaux, provenant du raisin et thiols fermentaires, provenant du métabolisme de la levure).

## Quelques exemples
- Méthanethiol (méthylmercaptan) CH3SH
- Éthanethiol (éthylmercaptan) C2H5SH
- Coenzyme A
- Lipoamide
- Glutathion
- Cystéine (NH2)-(CH-CH2-SH)-(COOH)

Lorsque deux cystéines se rapprochent l'une de l'autre, leurs groupes thiol peuvent condenser à la suite d'une réaction d'oxydation modérée :
2R-SH + [O] ↔ R-S-S-R + H2O
(cystéine + oxydant ↔ cystine + eau),
il en résulte la formation d'un pont disulfure. Cette réaction peut avoir lieu entre des cystéines appartenant à des polypeptides différents (réaction interchaîne) ou au même polypeptide (réaction intrachaîne) et intervient dans la structure tertiaire de la protéine concernée.
- Acétylcystéine

## Thiolates
Les thiolates sont les bases conjuguées des thiols ou leurs sels (dans lesquels un métal ou un autre cation remplace l'hydrogène attaché au soufre).

## Utilisations
Le gaz naturel est explosif et potentiellement asphyxiant. Il n'a pas d'odeur détectable par l'être humain. Pour permettre le repérage aussi rapide que possible des fuites de gaz domestique distribué (par le réseau de gaz ou en bouteille), depuis le milieu du XXe siècle, on lui ajoute un autre gaz, très odorant à faible dose (dès qu'il arrive sur le territoire français). Auparavant, un mercaptan (pour sa très forte odeur de chou pourri) avait été utilisé, et abandonné car trop corrosif pour les canalisations de gaz. Il est remplacé par le tétrahydrothiophène (THT), un composé soufré cyclique.